# Mariahilf (Wiener Bezirksteil)

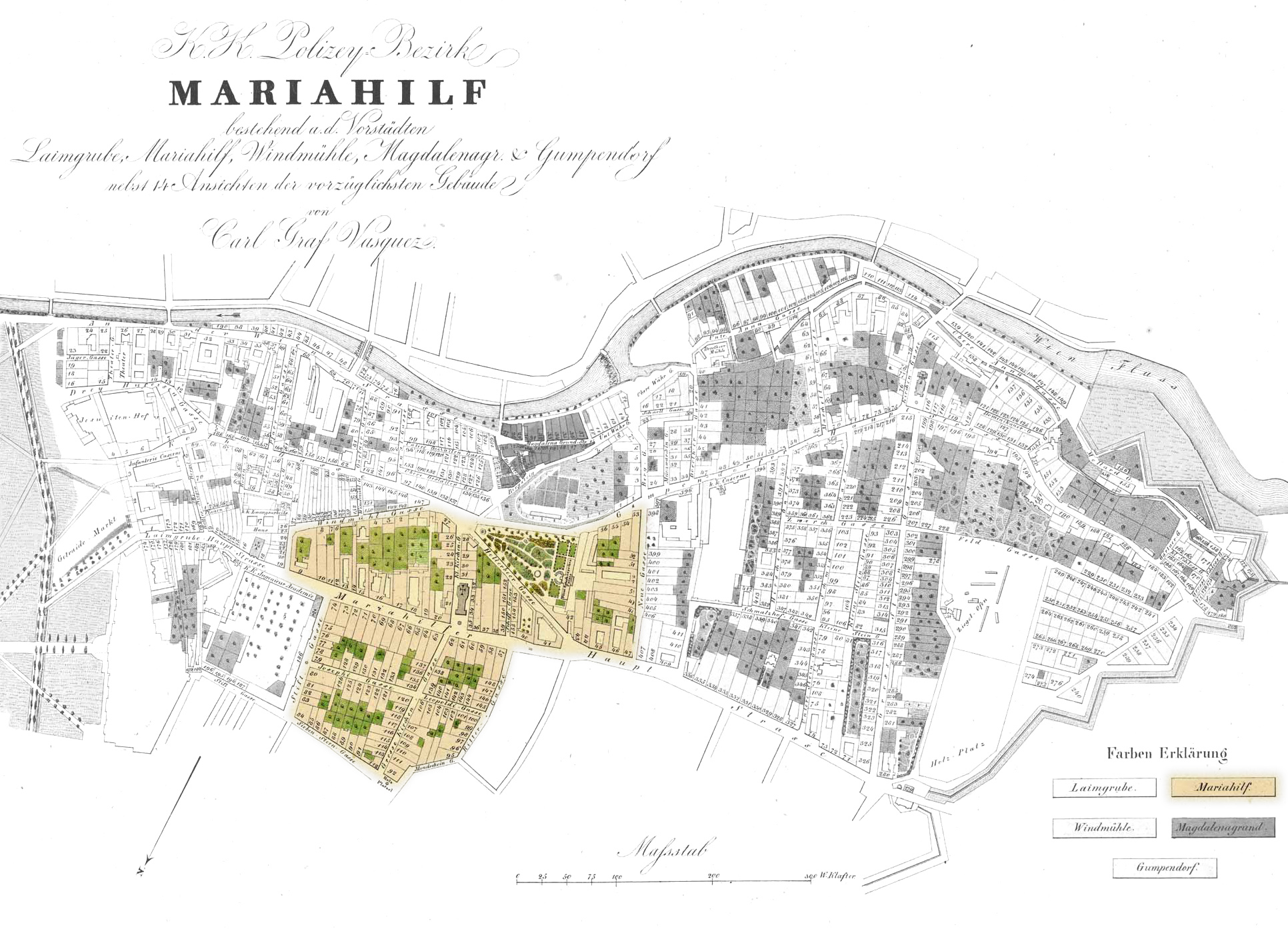
Mariahilf um 1830

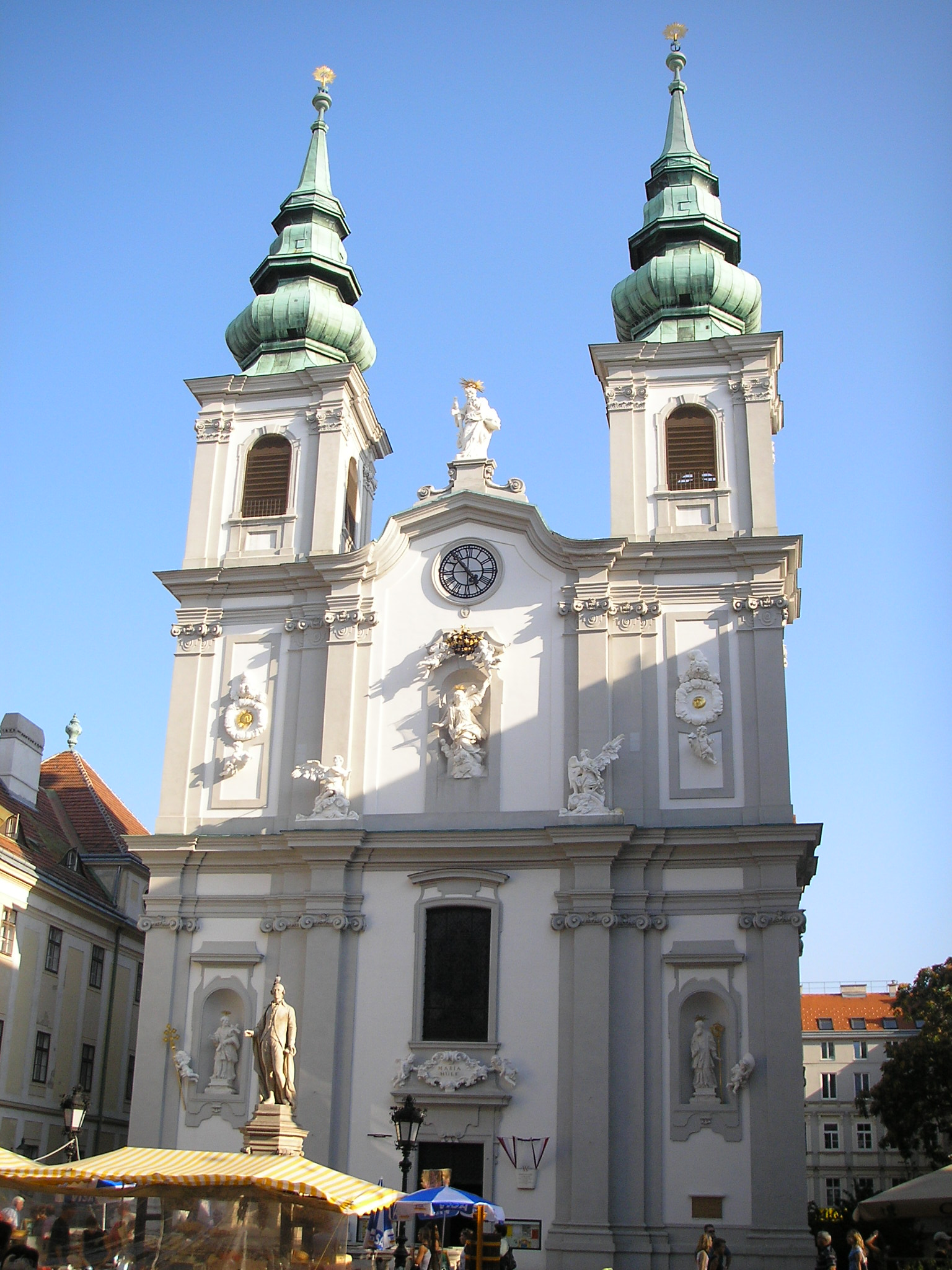
Die Mariahilfer Kirche bildete einst das Zentrum der Vorstadt

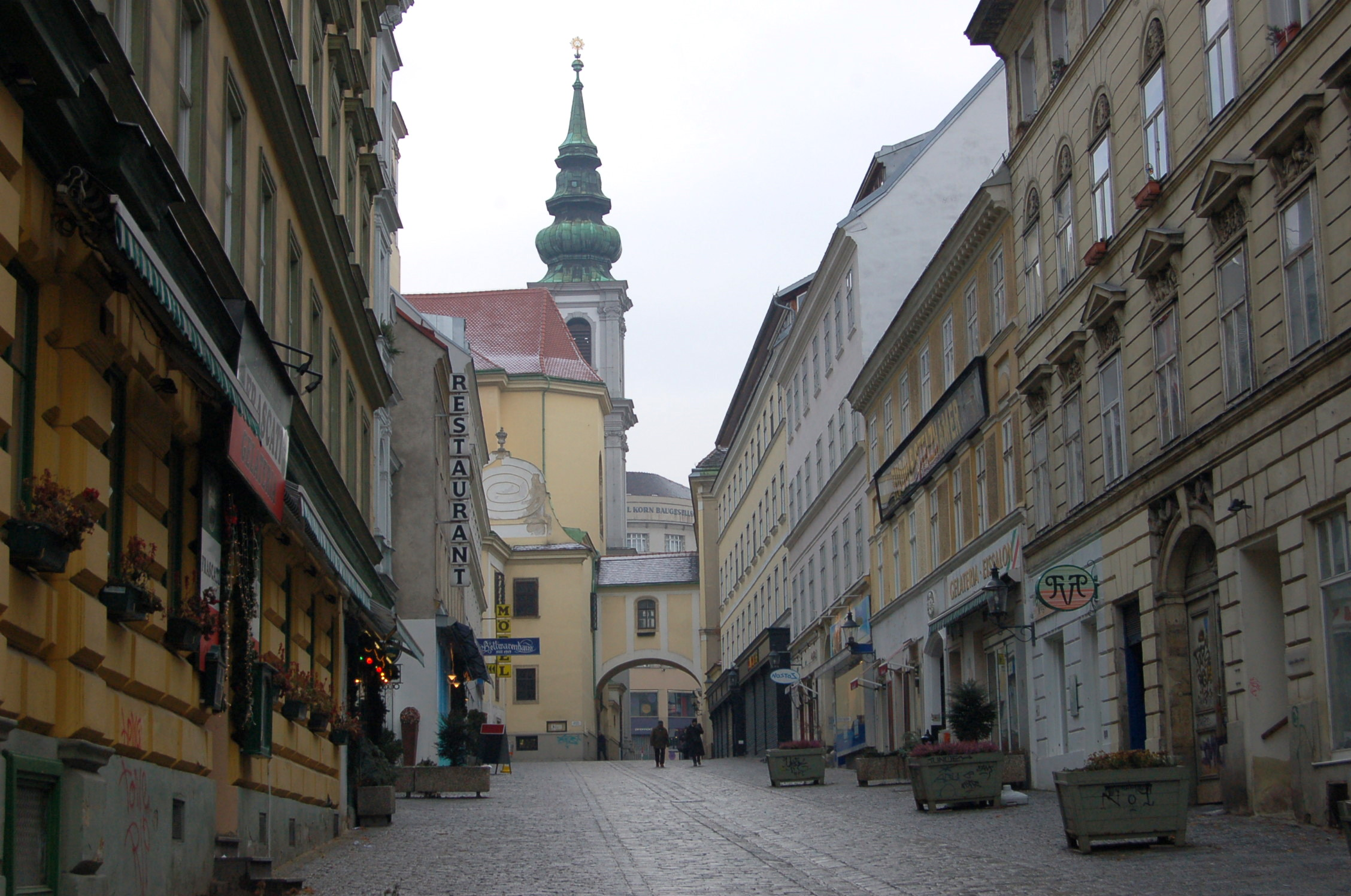
Barnabitengasse

Mariahilf war bis 1850 eine eigenständige Gemeinde und ist heute ein Stadtteil Wiens im 6. Wiener Gemeindebezirk Mariahilf. Teile des alten Ortsgebietes befinden sich heute im 7. Bezirk Neubau.
Sowohl in Mariahilf als auch in Neubau ist von der Stadt Wien eine bauliche Schutzzone unter diesem Namen definiert.

## Wappen
Das Wappen von Mariahilf stellt Don Juan de Austria auf einem Schiff dar, der der Legende nach seinen 1571 errungenen Sieg über die Osmanen in der Seeschlacht von Lepanto dem Beistand der heiligen Maria verdankt.

## Namensherkunft
Der Name Mariahilf ist auf eine Kopie des Gnadenbildes Mariahilf von Lucas Cranach dem Älteren zurückzuführen, das sich in einer Kapelle des 1660 von den Barnabiten in dieser Gegend errichteten Friedhofes befand. Dieses Bild befindet sich heute in der Mariahilfer Kirche.

## Geschichte
Die Ortschaft Mariahilf entstand aus drei Weinrieden, in deren Mitte in den 1570er Jahren das erste Haus errichtet wurde. Bis Mitte des 17. Jahrhunderts war dies das einzige Haus in dieser Gegend. Danach begann eine Besiedelung des Areals um eine von den Barnabiten errichtete Friedhofskapelle, welche das Zentrum der späteren Ortschaft bildete.
Die verkehrstechnisch günstige Lage an der heutigen Mariahilfer Straße, die nach Linz und Schönbrunn führte, wirkte sich auf die weitere Entwicklung der Vorstadt positiv aus. 1850 wurde Mariahilf gemeinsam mit Gumpendorf, Laimgrube, Windmühle und Magdalenengrund als 5. Bezirk Mariahilf eingemeindet. 1861 wurde der Bezirk Mariahilf aufgrund der Teilung Wiedens zum 6. Bezirk, ein Jahr später verlor er die Teile jenseits der Mariahilfer Straße (also auch einen Teil der ehemaligen Vorstadt Mariahilf) an den 7. Bezirk Neubau.

## Persönlichkeiten
- Franz Steinfeld, der Jüngere (1787–1868), Maler
- Carl Geyling (1814–1880), Glas- und Landschaftsmaler
- Josef Neumayer (1844–1923), Wiener Bürgermeister
- Ferdinand Raimund (1790–1836), Schauspieler und Dramatiker
- Josef Strauss (1827–1870), Architekt, Erfinder, Komponist und Dirigent
- Eduard Swoboda (1814–1902), Porträt-, Genre- und Historienmaler